# Биттер, Питер де
Питер де Биттер (нидерл. Pieter de Bitter; 1620 год – 15 июня 1666 года) — голландский офицер Голландской Ост-Индской компании, живший в XVII столетии. 12 августа 1665 года он победил в битве у Бергена английскую флотилию под командованием Томаса Теддимана.

## Первые годы в Голландской Ост-Индской компании
О юности и начале карьеры Питера де Биттера ничего не известно. Его имя впервые всплывает в 1653 году, когда во время Первой англо-голландской войны он упоминается как капитан Меркурия, сорокапушечного корабля Голландской Ост-Индской компании, который был зачислен в эскадру командора де Рюйтера как раз перед сражением при Схевенингене. В этой битве де Биттер отличился, потопив 62-пушечный Триумф, флагман вице-адмирала Джеймса Пикока, который был убит. Час спустя Меркурий затонул, получив пробоину ниже ватерлинии; де Биттер и большая часть команды были спасены.
В августе 1655 года, во время Голландско-португальской войны, де Биттер был флаг-капитаном на корабле Тер Гус генерального директора Герарда Питерса Хульфта, который направлялся атаковать португальскую колонию Цейлон из Батавии, главного оплота Голландской Ост-Индии. После взятия Коломбо де Биттер в июле 1656 года послал галеон обратно в Батавию, чтобы сообщить Совету Индий хорошие вести, и одну печальную — в бою был убит Хульфт.

## Блокада
В ноябре 1656 года де Биттер был произведён в вице-командоры при командоре Адриане Ротхасе и послан в составе флота для блокады португальских портов на побережье Малабара. Весной 1657 года он вернулся в Батавию; в авкусте того же года он опять служил под началом Рутхаса во флотилии, блокировавшей Гоа. Флагман де Биттера Терсхеллинг захватил Санта Круз с грузом пряностей. Де Биттер при этом присвоил часть груза, за что впоследствии понёс незначительное наказание.
От флотилии, присоединившейся в ноябре к основным силам капитана Рейклофа ван Гунса, было решено отделить большую часть чтобы атаковать оставшиеся португальские владения на Цейлоне. Де Биттер также участвовал в этой экспедиции, командуя на этот раз более мощным кораблём Саламандер. Этот корабль и Нарден имели задание ввести португальцев в заблуждение первоначальным манёвром на север и только потом воссоединиться с основными силами, остающимися на Цейлоне. Эта уловка, однако, не удалась, поскольку неблагоприятные ветра гнали суда по направлению к Мальдивам. Де Биттер достиг Коломбо только 17 февраля 1658 года, слишком поздно, чтобы принять участие в захвате Манаара. Тем не менее, он внёс свой вклад в падение Джафны 21 июня. И снова он был посланником в Совет.
19 июля 1659 года де Биттер, всё ещё служивший под началом Ротхаса, убыл на яхте Толен на флот для возобновления блокады Гоа. Блокируя порт, де Биттер конфисковал английское судно Константинопольский торговец по обвинению в контрабанде.

## Командор
В апреле 1661 года де Биттер был назначен инспектором кораблей и начальником корабельной артиллерии в Батавии. 22 июля он был назначен командором флота, посланного в очередной раз на блокаду Гоа. On 7 января 1663 года он присутствовал при взятии Коччи Гунсом. Де Биттер работал как временный управляющий этим городом. 12 мая 1664 года он вернулся в Батавию; 21 июня он был отправлен в качестве эмиссара в суд короля Сиама Нараи Великого, и сумел добиться возобновления голландско-сиамского договора 22 августа, вернувшись 30 ноября в Батавию.
В декабре де Биттер был назначен командором Обратного флота. Дважды в год компания отсылала груз специй обратно в метрополию. Поскольку существовала угроза войны, было решено отдать опытному офицеру командование флотом с ценным грузом, который был сделан максимально ценным, чтобы помочь отечеству. Было крайне важно, чтобы груз не попал в руки врага, и де Биттер получил секретные указания на этот счёт. По пути он узнал, что началась война, и что голландский флот был разбит в сражении при Лоустофте. Новые указания от Генеральных Штатов приказывали ему искать убежища в нейтральном порту Бергена в Норвегии. Там 12 августа 1665 года он был атакован английской флотилией, нарушившей таким образом нейтралитет порта. Де Биттер смог вдохновить свои экипажи на эффективную защиту и в этой битве у Бергена отразить атаку с тяжёлыми потерями для англичан.
После освобождения основными силами голландского флота под командованием лейтенант-адмирала де Рюйтера де Биттер возвратился в Республику и был награждён Генеральными Штатами. Он также получил две почётные золотые цепи от дирекции компании и 6 марта 1666 года был назначен командующим очередным флотом, направляющимся в Ост-Индию. Де Биттер стремился вернуться в Батавию, так как там жила его жена с детьми. Отбыв 15 апреля, он умер на борту своего флагмана 15 июня от цинги у западного побережья Африки.